# Simarigung
Simarigung is een bestuurslaag in het regentschap Humbang Hasundutan van de provincie Noord-Sumatra, Indonesië. Simarigung telt 783 inwoners (volkstelling 2010).